# Do As Infinity LIVE YEAR 2004
『Do As  Infinity LIVE YEAR 2004』（ドゥ・アズ・インフィニティ・ライヴ・イヤー・ツーサウザンドフォー）は、日本のロックバンド・Do As Infinityが2005年3月2日にavex traxから発売した9枚目の映像作品である。

## 内容
前作『Do As Infinity LIVE IN JAPAN』から約1年ぶりの作品。
2004年9月23日に日比谷野外大音楽堂で開催された、メジャーデビュー5周年記念ワンマンライブ『Do As Infinity 5th Anniversary FREE SOUL! FREE SPIRITS! ～勝手にやれ!!～』の模様を中心に、一部9月26日に大阪城野外音楽堂で開催された前述の大阪公演、9月29日に渋谷duo MUSIC EXCHANGEで開催された自主イベント『Do As Infinity 5周年だよ全員集合!!』、6月8日にアメリカニューヨークにあるザ・カッティング・ルームで開催された初の海外公演の模様とオフショットが収録されている。
2006年3月1日には同年5月31日までの期間限定盤として再発売された。

## 収録映像曲
1. -Dallas off shot-
2. -New York off shot 1-
3. 深い森
4. -New York off shot 2-
5. -Osaka Yagai Ongakudo off shot-
6. BREAK OF DAWN
7. mellow amber
8. Wings
9. -MC-
10. nice & easy
11. -MC-
12. 遠雷
13. We are.
14. 科学の夜
15. 遠くまで
16. 冒険者たち
17. -Call & Responce-
18. One or Eight
19. -SHIBUYA DUO off shot-
20. SUMMER DAYS
21. under the sun
22. 翼の計画
23. -MC-
24. BE FREE
25. rumble fish
26. 魔法の言葉〜Would you marry me?〜
27. シグナル
28. 本日ハ晴天ナリ
29. 徒然なるままに
30. -Happy Birthday-
31. あいのうた

## 参加ミュージシャン
Do As Infinity
- 伴都美子：Vocal
- 大渡亮：Guitar

サポートメンバー
- 高瀬順：Keyboards
- 松本淳：Drums
- 林由恭：Bass